# Alfonzo McKinnie
Alfonzo McKinnie (ur. 17 września 1992 w Chicago) – amerykański koszykarz, występujący na pozycji niskiego skrzydłowego.
17 lipca 2018 został zwolniony przez Toronto Raptors.
5 września 2018 podpisał umowę z Golden State Warriors. 19 października 2019 opuścił klub. 21 października dołączył do Cleveland Cavaliers. 6 stycznia 2020 opuścił klub. 2 dni później podpisał nową 10-dniowa umowę z Cavaliers.
22 listopada 2020 został wytransferowany do Los Angeles Lakers. 4 sierpnia 2021 opuścił klub. 10 grudnia 2021 zawarł 10-dniowy kontrakt z Chicago Bulls. 26 grudnia 2021 podpisał umowę do końca sezonu z Bulls. 20 lutego 2022 został zwolniony.

## Osiągnięcia
Stan na 22 lutego 2022, na podstawie, o ile nie zaznaczono inaczej.
NCAA
- Mistrz sezonu regularnego Ligi Horizon (2014)

NBA
- Wicemistrz NBA (2019)

Drużynowe
- Wicemistrz G-League (2018)[13]

Indywidualne
- Uczestnik:
  - meczu gwiazd D-League (2017)
  - konkursu wsadów D-League (2017)
- Wicemistrz świata FIBA 3x3 World Tour we wsadach do kosza (2016)[14]

Reprezentacja
- Wicemistrz świata 3x3 (2016)[14]